# Lionel Jansen
Lionel J.F. Jansen (30 mei 1953) is een Curaçaos politicus. Namens de partij Pueblo Soberano was hij na de Eilandsraadverkiezingen van 2010 een maand lid van de Eilandsraad van Curaçao. Bij de laatste Eilandsraadvergadering op 9 oktober 2011, een dag voor de ingang van de status van Curaçao als land, droeg Jansen zijn zetel over aan Ivar Asjes.
Op 1 april 2011 werd hij minister van Onderwijs, Wetenschap, Cultuur en Sport in het kabinet-Schotte, nadat zijn voorganger René Rosalia opstapte na een conflict met zijn eigen partij. Op 24 maart 2012 stapte hij zelf op, uit onvrede over de in zijn ogen te lage prioriteit die de rest van het regering aan onderwijs en sport gaf.
Voordat hij de politiek in ging was Jansen docent, schooldirecteur en professioneel opvoeder.